# Lynn Grove Township (comté de Jasper, Iowa)
Lynn Grove Township est un township du comté de Jasper en Iowa, aux États-Unis,.
Le township est fondé en 1846.

## Source de la traduction
- (en) Cet article est partiellement ou en totalité issu de l’article de Wikipédia en anglais intitulé « Lynn Grove Township, Jasper County, Iowa » (voir la liste des auteurs).